# Gare de Carlux
La gare de Carlux est une gare ferroviaire française fermée à tout trafic de la ligne de Siorac-en-Périgord à Cazoulès, située sur le territoire de la commune de Carlux, dans le département de la Dordogne, en région Nouvelle-Aquitaine.
Elle est mise en service en 1884, par la Compagnie du chemin de fer de Paris à Orléans (PO), et fermée dans le dernier quart du XXe siècle, par la Société nationale des chemins de fer français (SNCF).
La ligne ayant été transformée en voie verte, il ne subsiste plus que le bâtiment voyageurs.

## Situation ferroviaire
Établie à 87 mètres d'altitude, la gare de Carlux est située au point kilométrique (PK) 606,700 de la ligne de Siorac-en-Périgord à Cazoulès, entre les gares fermées de Peyrillac et de Calviac.

## Histoire
La station de Carlux est mise en service le 30 août 1884 par la Compagnie du chemin de fer de Paris à Orléans (PO), lorsqu'elle ouvre à l'exploitation la section de Souillac (Cazoulès) à Sarlat de sa ligne de Saint-Denis au Buisson avec embranchement sur Gourdon.
En 1889, la recette de la gare de la compagnie du PO est de 33 512 francs. En 1898, elle chute fortement et s'établit à 23 080 francs. En 1905, les recettes sont en hausse avec 27 622 francs.
La gare ferme en 1978 puis, le 1er juin 1980, le trafic de la section entre Sarlat et Cazoulès de la ligne de Siorac-en-Périgord à Cazoulès est transféré vers la route, et le tronçon est déclassé le 5 juin 1992.

## Patrimoine ferroviaire
Après que la ligne a été déferrée et transformée en voie verte sur 21 kilomètres, l'ancien bâtiment voyageurs de la gare est toujours présent. En avril 2018, un espace consacré au photographe Robert Doisneau est ouvert dans la gare désaffectée, le lieu prenant le nom de « La Gare Robert-Doisneau », en hommage à celui qui a immortalisé en 1936 par ses photographies des vacanciers bénéficiant des premiers congés payés sur un quai de cette gare,. Simultanément, un office de tourisme est ouvert dans le bâtiment voyageurs. L'inauguration officielle a eu lieu le 15 septembre 2018, lors des journées du Patrimoine,.

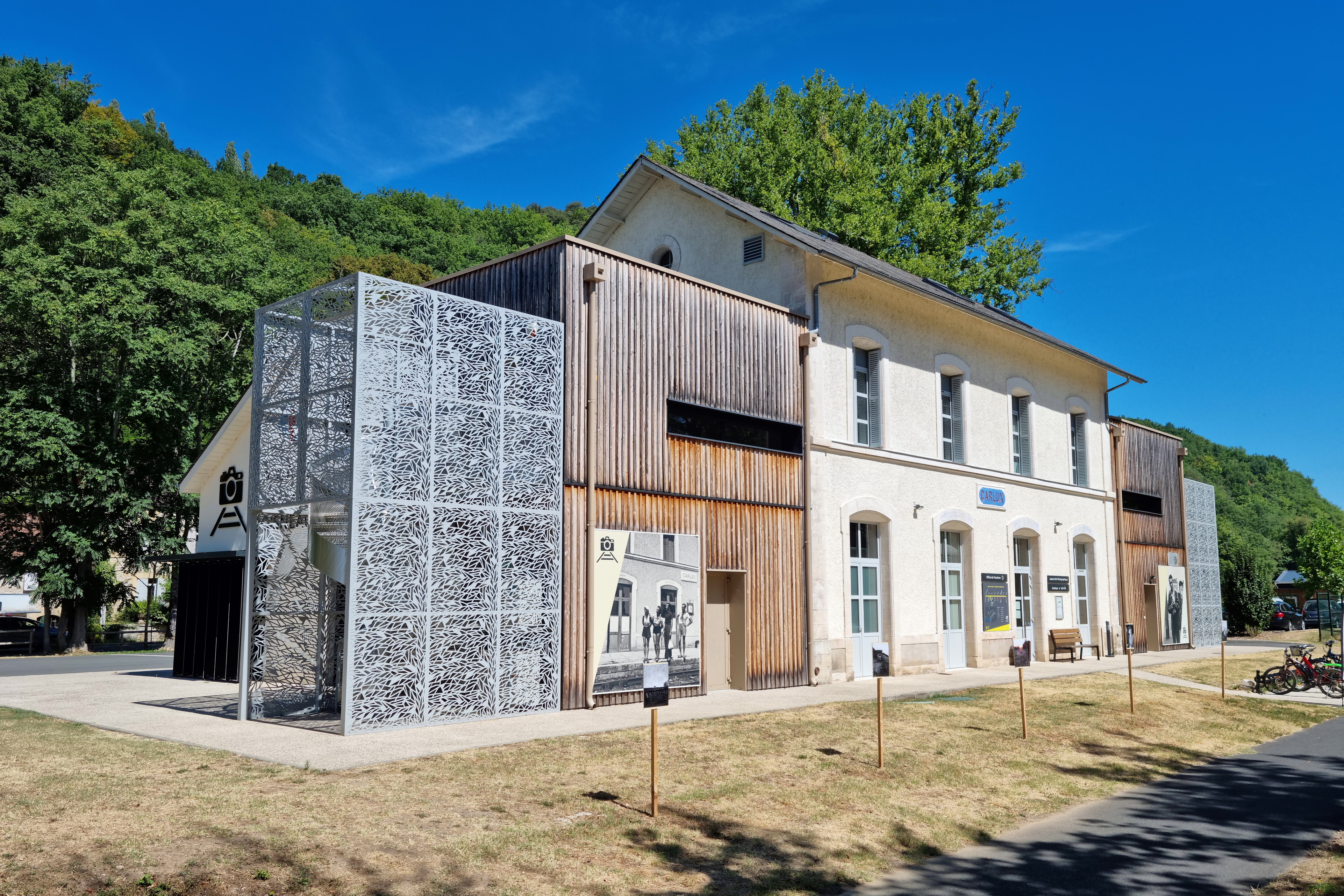
L'ancien bâtiment voyageurs.
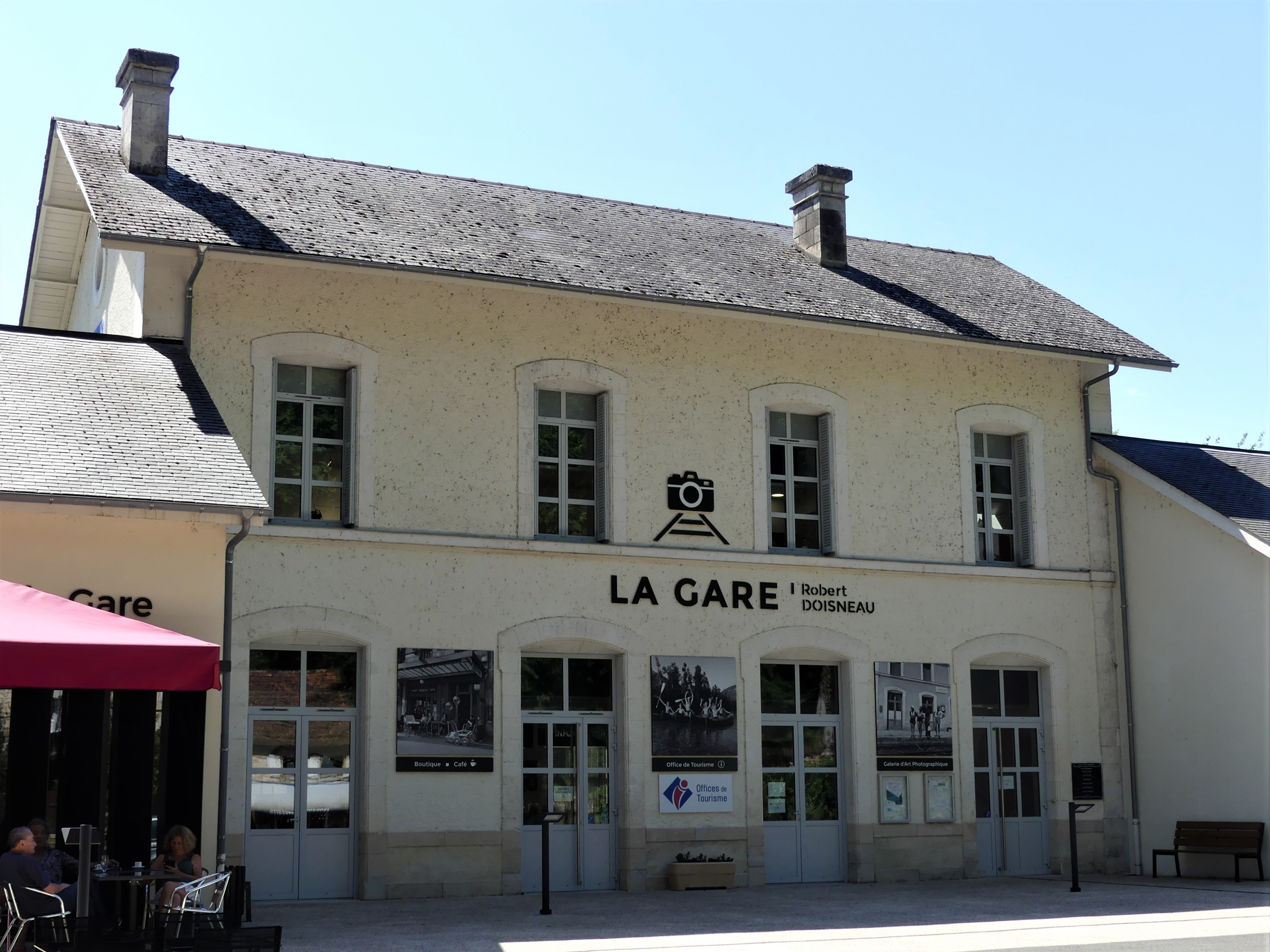
L'ancien bâtiment voyageurs.
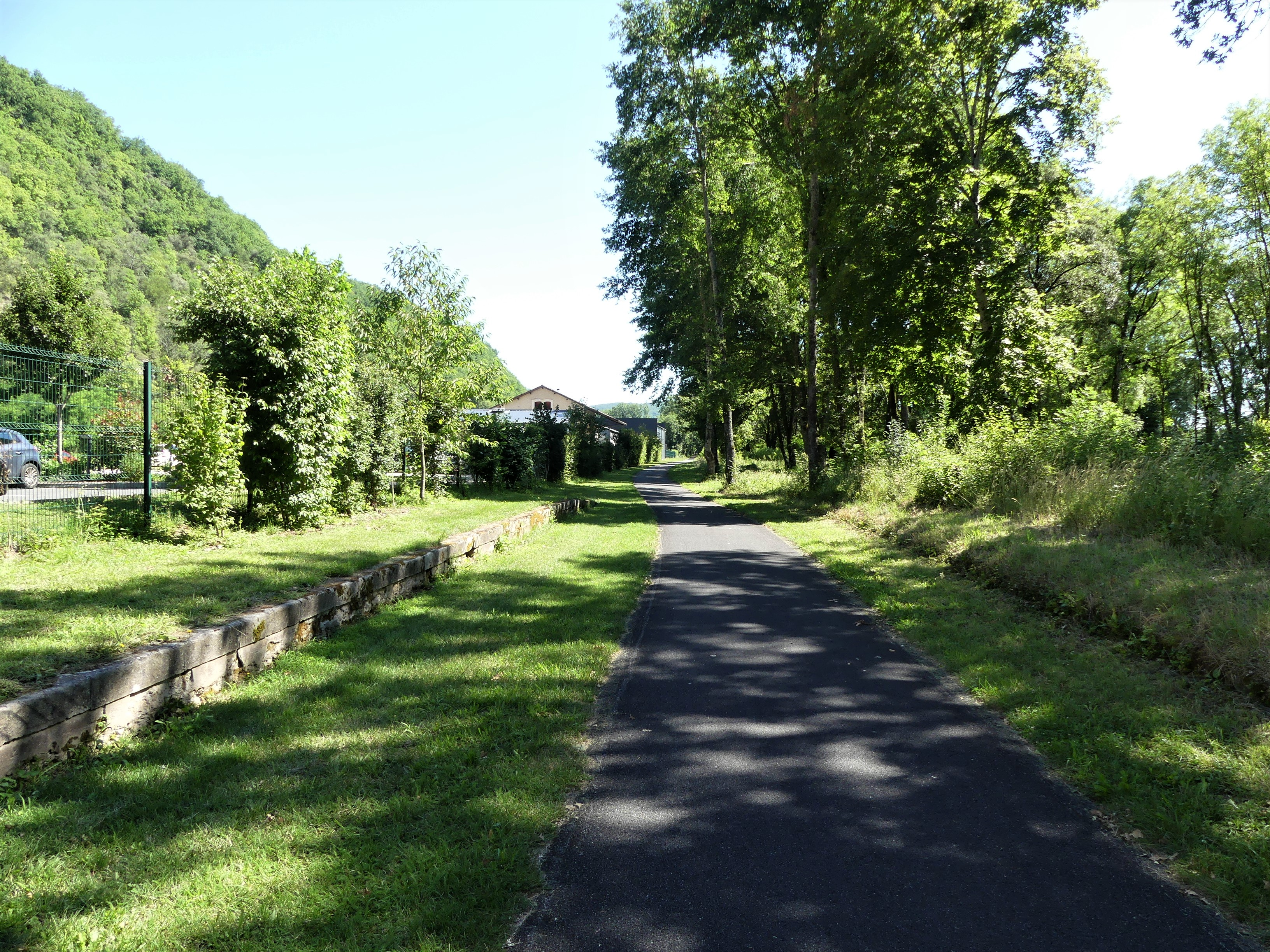
La voie verte en direction de Cazoulès.